# Раймунд Бургундский
Раймунд Бургундский (ок. 1059 — 24 мая 1107) — граф Амеруа, граф Галисии и Коимбры. Четвёртый сын графа Бургундии Гильома I, брат папы Каликста II. Основатель Бургундской династии в Кастилии.

## Биография
В 1087 году Раймунд вместе с Эдом I, герцогом Бургундии, отправился на Пиренейский полуостров для борьбы с мусульманами. Около 1090 года он обручился с Урракой, дочерью Альфонсо VI Кастильского и Констанции Бургундской.
В 1092 году тесть назначил его графом Галисии и Коимбры. В 1093 году он получил Лиссабон, Сантарен и Синтру, но вскоре Лиссабон был захвачен мусульманами.
В 1094/1095 году Раймунд Бургундский заключил соглашение с Генрихом Бургундским (женатым на Терезе, внебрачной дочери Альфонсо VI) о том, что Генрих получит Толедо (или Галисию), а взамен поможет Раймунду получить Леон и Кастилию.
В сентябре 1107 года Раймунд умер от дизентерии.

## Семья
Жена Уррака (1081—1126) — королева Кастилии и Леона с 1109 года.
Дети:
- Санча (1095—1159)
- Альфонс VII (1105—1157), король Кастилии и Леона.